# ZConnect
ZConnect ist ein Protokollstandard zum Datenaustausch von E-Mails und Mitteilungen in öffentlichen Foren. Es wurde seit 1992 als Alternative zu bestehenden Standards definiert, um die Herstellung von Software für diese Anwendungen zu erleichtern.

## Entwicklungsprozess
Der Ursprung des Datenformates liegt im Bereich des Z-Netzes und stellt eine Entwicklung der Zerberus GmbH (Bielefeld) aus dem Jahr 1992 dar, welche zum lizenzfrei nutzbaren Standard erklärt und im Rahmen des offenen ZConnect-Gremiums bis 1995 durch einen demokratischen Prozess weiterentwickelt wurde.
Das ZConnect-Gremium bestand aus Entwicklern, Anwendern und Mitarbeitern der Zerberus GmbH. Die Moderation sowie die Durchführung der Abstimmung wurde dabei von einer externen, also nicht dem Gremium angehörigen Person, übernommen. Das Gremium war dabei insofern offen für jeden, dass die Mitglieder jederzeit die Aufnahme eines weiteren Mitglieds beschließen konnten.
Fünf Wahlen wurden durchgeführt und endeten in der Version 3.1, die gleichzeitig das Ende der Entwicklung von ZConnect darstellte.

## Motivation
Das von der Zerberus GmbH entwickelte und vertriebene Mailbox-Programm Zerberus nutzte bis zur Version 4 proprietäre Nachrichtenformate und Datenaustauschprotokolle. Diese Zerberus-4-de-facto-Standards wurden von einer ganzen Reihe anderer Produkte ebenfalls unterstützt und es bestand eine nicht unerhebliche Zahl solcher Mailbox-Systeme.
Die De-facto-Standards waren aber in mehrerlei Hinsicht unzulänglich. Zum Beispiel waren die Längen verschiedener Angaben, wie E-Mail-Adressen und Betreffzeilen, beschränkt. Adressen konnten keine voll qualifizierten Domains enthalten. Der Nachrichtenaustausch war zwar gut komprimiert, aber bei einer großen Datenmenge auch instabil.
In der Zerberus-Gemeinschaft war die Existenz von internationalen Standards für diese Zwecke durchaus bekannt. Erfahrungen, die man bereits beim Versuch, Gateways zwischen Zerberus-Netzen und UUCP-Systemen aufzubauen, gemacht hatte, führten aber zu der allgemein verbreiteten Ansicht, dass diese Standards in sich widersprüchlich, chaotisch und kompliziert seien. Sie nahmen zudem starke Rücksicht auf Beschränkungen von Computersystemen, die zu dieser Zeit längst passé waren, z. B. maximale Zeilenlängen von 80 Zeichen oder die Beschränkung auf sieben nutzbaren Bit je Byte.
Vor diesem Hintergrund erschien die Entwicklung von völlig neuen, unabhängigen Standards einfacher, als die bestehenden Protokolle umzusetzen. Die Entwickler hatten zum Ziel, die betreffenden Applikationen mit ZConnect besser zu verwirklichen als mit den RFC-Standards.

## Inhalt
Der ZConnect-Standard umfasst die Normierung des Datenformats für öffentliche und private Mitteilungen und eine Definition eines Protokolls für den Datenaustausch zwischen Computern über Modem oder ähnliche asynchrone Leitungen.
ZConnect stellte eine Alternative zu verschiedenen bestehenden Standards dar, die allerdings alle bereits international etabliert waren:
- E-Mail-Format: RFC 822,[1]
- öffentliche Mitteilungen, Usenet-News-Format: RFC 1036,[2]
- Unix to Unix Copy (UUCP) für Nachrichtenübermittlung zwischen Computern über Modem.

## Verbreitung
Bereits vor der Fertigstellung der Version 3.1 des Standards erschien Zerberus 5, das versuchte, ihn vollständig umzusetzen. In der Folge implementierten eine Reihe weiterer Autoren den Standard in ihrer Software, wobei allerdings fast immer auf die Umsetzung des wiederum als kompliziert und wenig vorteilhaft angesehenen Datenaustausch-Protokolls verzichtet wurde und nur die Nachrichtenformate implementiert wurden. Die Datenübertragung basierte weiterhin auf dem Zerberus-4-de-facto-Standard. Dieser Mix wurde Janus, später mit leichten Verbesserungen Janus+, genannt.
Nachdem ZConnect einige Zeit in Gebrauch war und mehr und mehr Software für ZConnect verfügbar wurde, zeichnete sich ab, dass ZConnect auch in der letzten Version 3.1 nicht vollständig definiert war. Unterschiede in den Implementierungen und Zweifel bei der Auslegung führten zu Inkompatibilitäten und damit zu technischen Problemen.
Als die Zerberus-basierten Netze immer mehr Gateways in die UUCP- bzw. Internet-Welt aufbauten, stellte sich heraus, dass diese Gateways nun das Problem der Übersetzung zwischen den Formaten hatten, was mangels genauer Definitionen auf beiden Seiten zu einem fast unlösbaren Problem wurde. Die Folge waren Nachrichtenverluste und -verfälschungen.
Da der Standard nicht weiterentwickelt wurde, verlor ZConnect gegenüber der Standards des sich immer schneller verbreitenden Internet schnell an Bedeutung. Heute selbstverständliche Funktionen wie das Anhängen von Dateien an E-Mails werden von ZConnect bereits nicht mehr unterstützt.

## Vor- und Nachteile von ZConnect gegenüber den Internet-Standards

### Vorteile
- Im Vergleich zum RFC-Bereich eindeutigere Header-Definition
- Implementation einfacher als Beachtung von sich teilweise widersprechenden RFCs
- keine Größenbeschränkungen für Header-Anzahl und Header- und Body-Größe
- Flexibel für zusätzliche Header und als Meta-Tunneling-Format für Mail und News
- Gateways übernehmen Umlaut- und Formatwandlungen

### Nachteile
- keine bijektive Abbildung der RFC-Mailheader CC/BCC definiert
- Last der Übersetzung/Interpretation unsauberer RFC-Nachrichten liegt bei Gateways
- keine Erweiterung in Richtung MIME-Multipart
- keine eindeutige Definition für nicht-europäische Umlautkodierung
- kein international anerkannter Standard, Gateways werden benötigt
- Aktive Weiterentwicklung seitens des ZConnect-Gremiums ca. 1998 eingestellt.

## Programme
Programme, die ZConnect als Daten-Austauschformat implementiert haben (alphabetische Liste):

### Point-Programme für Endbenutzer
- Charon (Windows)[3]
- CrossPoint (DOS)
- rbPoint (DOS)
- FreeXP (DOS)[4]
- MicroDot (Amiga)
- MyBBS (Amiga)
- OpenXP (FreeBSD, Linux, Windows, DOS)
- TheAnswer 2 (Amiga)
- The_Dot (Atari)[5]
- XP2 (DOS)
- ZPoint (Zodiac’s Point) (Amiga)[6]

### Mailbox-Programme
- AmBoS (für Amiga)
- Anubis (für Amiga)
- ConnectLine (für Amiga)
- EuroMail (für Amiga)[7]
- DBOX (für Linux)[8]
- DinoEx (für POSIX)[9]
- Fastcall (für Amiga)
- NCB-Mail (für DOS, Windows)
- Prometheus (für Amiga, Windows)
- rBoxPro (DOS)
- Zerberus (DOS)

### Gateways
- DUUCP (Usenet-Mail/ZConnect-Gateway)
- Fidozerb (FidoNet/Zconnect-Gateway)
- Unix-Connect (Usenet-Mail/ZConnect-Gateway)[10]
- UUCPfZ (Usenet-Mail/ZConnect-Gateway)